# Джеваншир, Алихан-бек
Алихан-бек (азерб. Əlixan bəy Cavanşir, ? — 1612) — сефевидский генерал и военный инженер; известен проектами уникальных построек XVII века, сохранившихся до нынешних дней.

## Биография
Дата рождения не известна. Представитель бекского рода Джеванширов. Поступил на военную службу в 1603 году.
В 1579 году османская армия и войско крымского хана вторглись в область Ширван в Восточном Закавказье. Опустошительные походы турецко-татарских войск в Закавказье продолжались до 1589 года, что привело к захвату всего Закавказья. Персидский шах Аббас I Великий, не смирившийся с этим поражением, создал регулярную армию и в начале XVII века начинал новую войну с Турцией. В 1603—1604 годы войска шаха, разбив турок у Суфиана, двинулись на Карабах. Алихан-бек с братом Мирзой Гусейн-беком присоединился к Шах Аббасу.
В Османскую кампанию 1603 году Алихан-бек построил немало мостов, с особой энергией защищал переправу при Джавада. Во время ширванской кампании 1606 г. он при переправе через Куру навёл два моста. Аббас Кули-ага Бакиханов пишет: «После того, как шах Аббас устроил все дела Ширвана и Дагестана, он поручил Али-беку Джеванширу устроить на Куре в Джаваде понтонный мост для переправы войск в Ардабил»
Шах Аббас (1587—1629 годы правления) неоднократно предпринимал попытки вернуть беглербегство. В 1606 году Алихан-бек был назначен непосредственным руководителем осадных работ.
Алихан-бек является автором построенного в XVII веке центрального ансамбля города Гянджа. На стене входящей в этот ансамбль Джума-мечети указано, что она построена в 1606 году (1015 год хиджры).
Возведённая генералом Алихан-беком новая крепость выгодно отличалась от старой. Она занимала около 30 гектаров, располагала четырьмя бастионами и тремя полубастионами.
В 1606 году Гянджа был переименован в Аббасабад (названный в память Шах Аббаса I).
Идея расширения крепостей при помощи отдельных укреплений, предложенная во второй половине XVII века Алихан-беком в образе его башен, долгое время не находила себе применения, ибо она предполагала такое увеличение численности гарнизона крепости, на какое в то время ни у кого не было ни желания, ни возможностей. С этой целью был основан крепость Аббасабад близ города Гянджа. В новой крепости были воздвигнуты мечеть и бани. Шах Аббас даже выделил деньги из казны на это строительство. Строительство длилось в течение 6 лет. В результате интриг Алихан-бек Джеваншир был убит сторонником Мухаммед-хана Зиядоглу-Каджаром.